# Pompa insulinowa

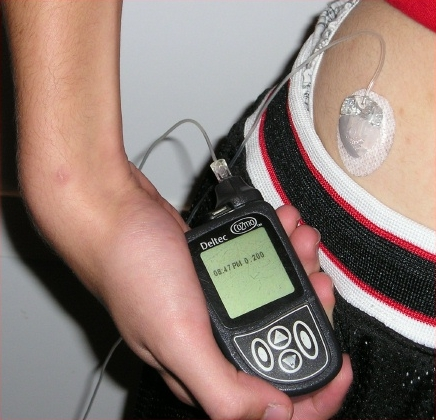
Pompa insulinowa (2007)

Pompa insulinowa – urządzenie do ciągłego podawania insuliny, ułatwiające kontrolę leczenia cukrzycy i poprawiające jakość życia chorego.
Obecnie znane są 2 rodzaje pomp:
- pompa insulinowa osobista – to niewielkie urządzenie medyczne o masie około 100 g ze zbiornikiem na insulinę o pojemności 3 ml (1 ml insuliny zawiera 100 j) służące do ciągłego podskórnego podawania insuliny (ang. CSII – continuous subcutaneous insulin infusion).

Może być stosowane u każdej osoby akceptującej taką formę leczenia, ale w Polsce z uwagi na koszt takiego leczenia refundacja takiego leczenia obejmuje jedynie dzieci i kobiety w ciąży.
Medycznymi wskazaniami do stosowania tej terapii są:
- brak kontroli cukrzycy u osób stosujących insulinę w 4 wstrzyknięciach;
- "chwiejny" przebieg cukrzycy;
- osoby aktywne, uprawiające sport bądź intensywnie pracujące, zwłaszcza takie które nieregularnie odżywiają się lub często podróżują;
- osoby o niewielkim zapotrzebowaniu na insulinę, które jednakże  cierpią na hiperglikemie poranne (tzw. efekt brzasku).

Program sterujący pompą ma możliwości ustalenia dawki i szybkości podania insuliny oraz alarmu w przypadku nieprawidłowego działania urządzenia.
- Pompa insulinowa wszczepialna – urządzenie wszczepiane w skórę nad mięśniem prostym brzucha i służące do  podawania insuliny do jamy otrzewnowej.

Urządzenia używane do wszczepiania mają większe zbiorniki na insulinę (zwykle 15 ml) i występująca w nich insulina jest w większym stężeniu (400 j w 1 ml), co powoduje że insuliny wystarcza na okres do 3 miesięcy. Po tym czasie zbiornik musi zostać uzupełniony.
W latach 2001–2009  Wielka Orkiestra Świątecznej Pomocy prowadziła program  wsparcia finansowego zakupu i kosztów użytkowania pomp insulinowych, w ramach którego  zakupiono i użytkowano ponad 2800 tych urządzeń. Od 2010 r. zakup i koszty użytkowania pomp insulinowych dla osób do 26 roku życia są refundowane przez Narodowy Fundusz Zdrowia.